# Джин (напій)
Джин (англ. gin) — міцний алкогольний напій із вмістом спирту не менше 37,5% об'єму, отриманий в результаті перегонки настоянки з ягід ялівцю на зерновому спирті.
Джин виник як лікарський напій, що виготовлявся монахами та алхіміками по всій Європі, зокрема в південній Італії, Фландрії та Нідерландах, для забезпечення aqua vitae з дистилятів винограду та зерна. Джин став популярним в Англії після представлення женеверу, голландського та бельгійського напою, який спочатку теж вживався як ліки. Згодом джин став національним алкогольним напоєм Англії.
Сьогодні джин виробляється різними способами з широкого спектру рослинних інгредієнтів, що породжує низку різних стилів і брендів. Окрім ялівцю джин, як правило, ароматизовують трав’яним, пряним, квітковим чи фруктовим ароматами або ж їх комбінацією. Його зазвичай вживають у суміші з тонічною водою у вигляді джин-тоніку. Джин також часто використовують як базовий алкоголь для виробництва ароматизованих лікерів на основі джину, наприклад, тернового джину, який традиційно виготовляють із додаванням фруктів, ароматизаторів і цукру.

## Етимологія
Слово джин запозичене з англ. gin, яке є скороченою формою старішого англійського слова genever, пов’язаного із французькою (фр. genièvre) та нідерландською (нід. jenever) назвами схожого ялівцевого напою. Зрештою, всі вони походять від  лат. juniperus, що на означає ялівець.

## Історія

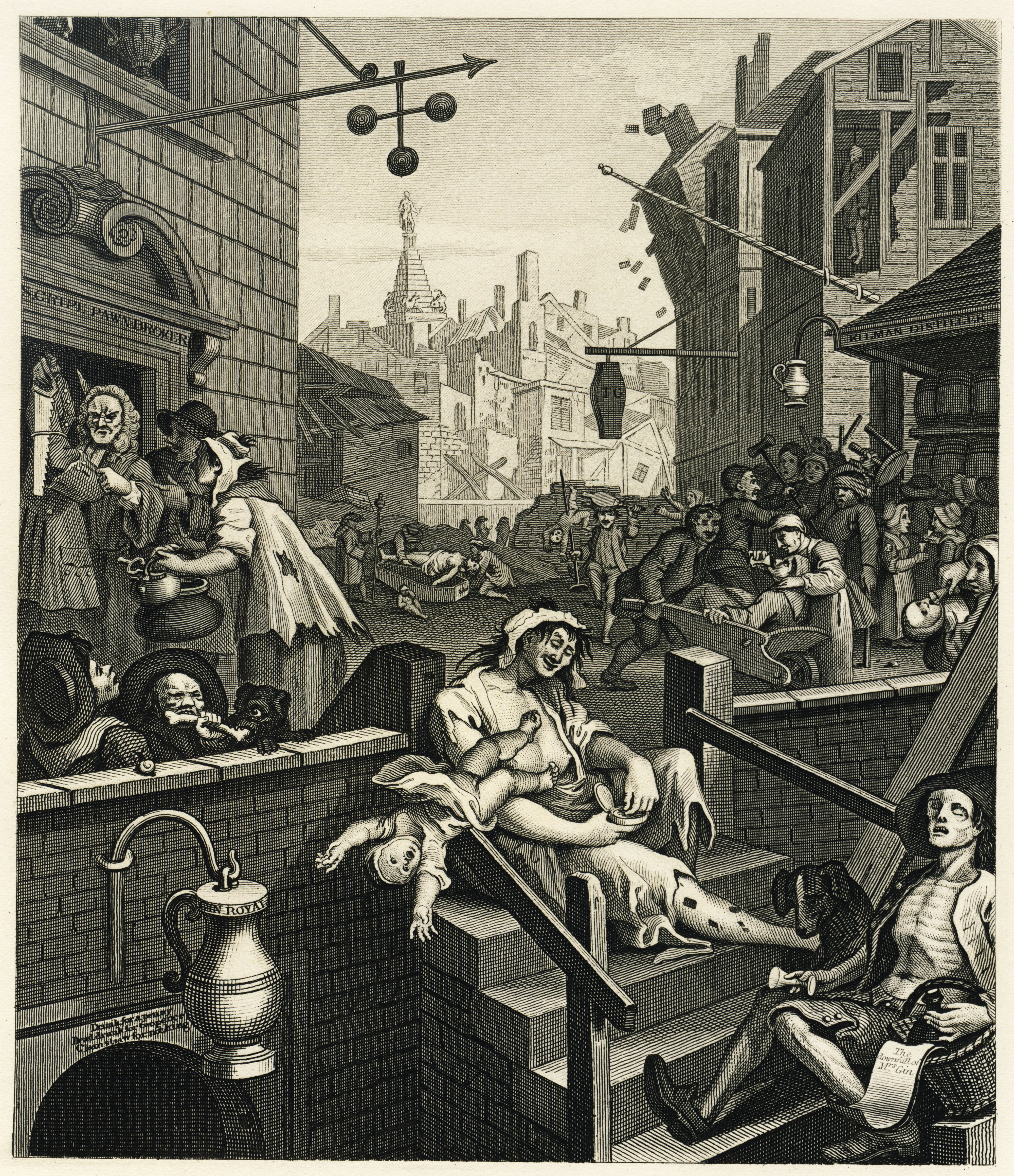
Вільям Хогарт. «Провулок джину»

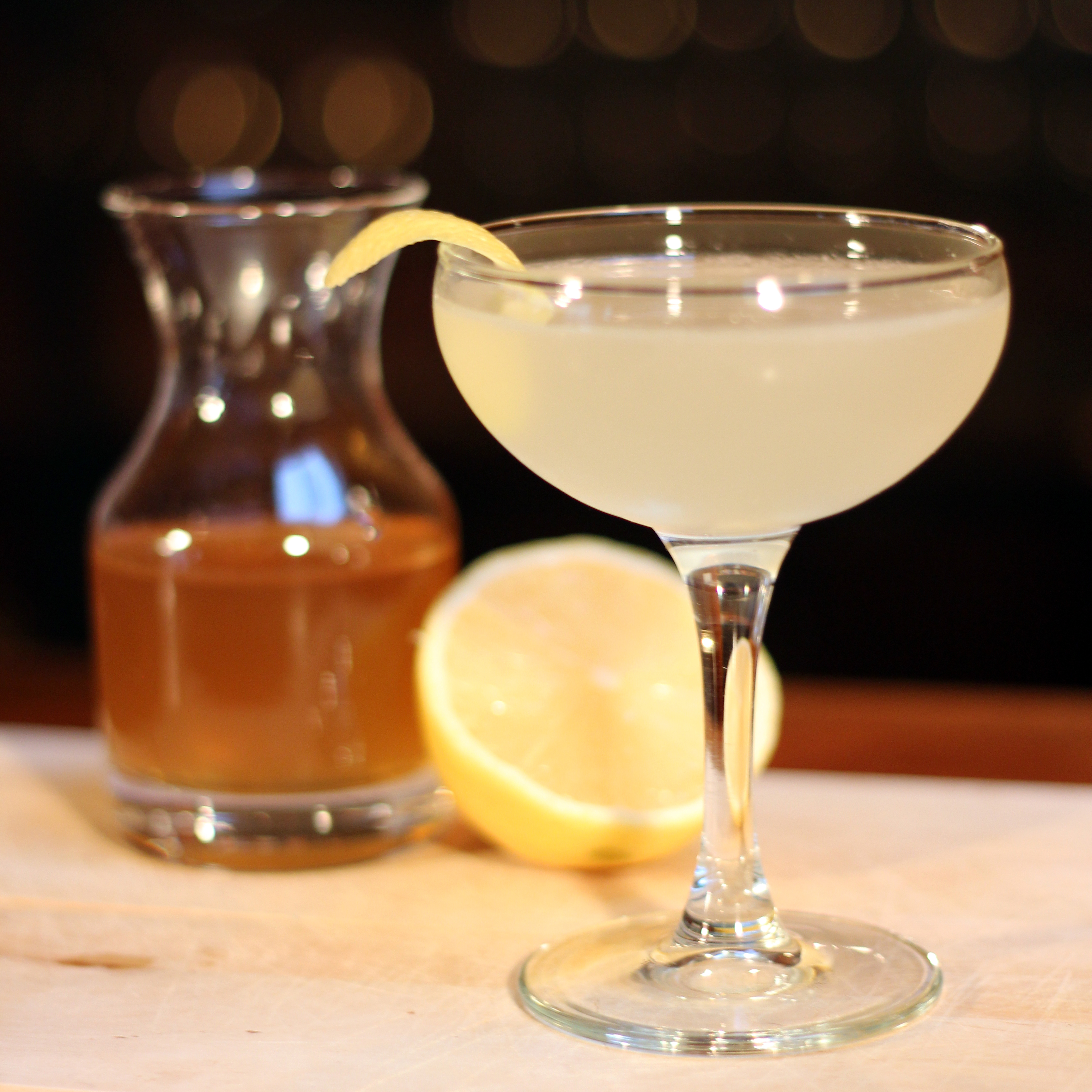
Коктейль Bee's Knees з джином, медом і лимонним соком

Своєю появою джин зобов'язаний поширенню на Британських островах наприкінці XVII сторіччя голландського напою, відомого під назвою женевер, який англійці іменували також «голландською доблестю». У 1688 році голландський статхаудер став англійським королем Вільгельмом III. Він не лише зробив жорсткішим ембарго на ввезення французьких товарів (зокрема й вина), а й привіз з собою до Лондона рецепт женеверу.
Щоправда, англійським виробникам дотримуватися оригінальної рецептури було важко. Технологія була спрощена, а новій напій отримав назву gin — джин.
Перевагою джину була низька ціна, що дозволило купувати напій навіть бідним. Завдяки доступності напою Англія в середині XVIII століття занурилася в «лихоманку джину». Тисячі людей пиячили день і ніч, божеволіли, втрачали людську подобу, грабували і продавали останнє лише для того, аби придбати чергову порцію питва. Зупинити алкогольне безумство вдалося лише поступово, завдяки запровадженню високих податків на виробництво джина — внаслідок чого він суттєво подорожчав — та появі альтернативи (насаперед якісних сортів пива, насамперед портеру, та витриманого коньяку).
У 1832 винайдений процес вертикальної перегонки, а пізніше в XIX столітті був створений лондонський сухий джин. Так джин став більш шановним напоєм, який часто стали вживати з тоніком на основі хініну. Тонік міг протидіяти малярії, але потрібно було приховати смак хініну, що в ньому містився, і саме джин був для цього прекрасним засобом. Згодом вигадали багато інших коктейлів на основі джину, серед яких мартіні. Джин у формі секретно виробленого самогону був поширеним напоєм у магазинах, котрі незаконно торгували спиртними напоями під час сухого закону в США через відносну простоту основних методів його виробництва. Він залишився основою багатьох коктейлів і після скасування сухого закону.
Коли бідняки перестали пити джин через його ціну, цим напоєм раптом зацікавилися аристократи. Хоча, справа тут не тільки в ціні; оскільки якість джина помітно покращилася з часом, він став чистішим, набув легкості при питті і позбувся солодкуватого смаку.
Оскільки джин часто вживається з тоніком, сиропами, соками, то його виробники почали знижувати міцність своїх напоїв до 35 %, а іноді навіть і до 10 %. Це негативно позначилося на ароматичній гамі. Тому в 1960-х роках був прийнятий європейський закон, який постановив, що джин не може мати міцність нижче 37,5 %.
У місті Хассельт (Бельгія) розташовується Національний музей джину.